# Taiyang Shan
Taiyang Shan (chinesisch 太阳山 ‚Sonnenberg‘) ist ein 123 m hoher, stark erodierter Hügel auf der Nelson Island im Archipel der Südlichen Shetlandinseln. Er ragt nördlich der Bucht Denglu Wan auf der Stansbury-Halbinsel. An seinem Westhang entspringt der Bach Qiongjiang Xi.
Chinesische Wissenschaftler benannten ihn 1993 im Zuge von Vermessungs- und Kartierungsarbeiten.